# Brénod (tổng)
Tổng Brénod là một đơn vị hành chính ở phía đông nước Pháp. Tổng này nằm ở quận Nantua, tỉnh Ain, vùng Rhône-Alpes. Tổng Brénod này bao gồm các xã:
| Xã                  | Dân số | Mã bưu chính | Mã insee |
| ------------------- | ------ | ------------ | -------- |
| Brénod              | 427    | 01110        | 01060    |
| Champdor            | 425    | 01110        | 01080    |
| Chevillard          | 132    | 01430        | 01101    |
| Condamine           | 285    | 01430        | 01112    |
| Corcelles           | 221    | 01110        | 01119    |
| Le Grand-Abergement | 108    | 01260        | 01176    |
| Hotonnes            | 295    | 01260        | 01187    |
| Izenave             | 146    | 01430        | 01191    |
| Lantenay            | 260    | 01430        | 01206    |
| Outriaz             | 264    | 01430        | 01282    |
| Le Petit-Abergement | 141    | 01260        | 01292    |
| Vieu-d'Izenave      | 537    | 01430        | 01441    |

## Thông tin nhân khẩu
| 1962                                                     | 1968  | 1975  | 1982  | 1990  | 1999  |
| -------------------------------------------------------- | ----- | ----- | ----- | ----- | ----- |
| 2 634                                                    | 2 971 | 2 661 | 2 873 | 3 105 | 3 241 |
| Nombre retenu à partir de 1962 : dân số không tính trùng |       |       |       |       |       |